# Pete Seeger
Peter Seeger, detto Pete (New York, 3 maggio 1919 – New York, 27 gennaio 2014), è stato un cantautore e compositore statunitense di musica folk.
Assieme a Woody Guthrie (con cui ha collaborato e cantato fin dagli anni quaranta) e Bob Dylan, è fra i più conosciuti folk-singer statunitensi. Attivista politico della sinistra americana e uno dei massimi autori della folk music e della canzone di protesta degli anni cinquanta e sessanta, è autore di famosi talking blues.
In Italia era molto nota la sua canzone If I Had a Hammer, lanciata da Rita Pavone con il testo in italiano scritto da Sergio Bardotti e il titolo Datemi un martello, una versione yéyé che non aveva nulla a che fare con il testo e il messaggio dell'originale.
Pete Seeger acquistò maggiore notorietà presso il grande pubblico nel 2006, grazie al quattordicesimo album in studio di Bruce Springsteen, We Shall Overcome: The Seeger Sessions. In questo album tributo sono presenti brani tradizionali che Seeger ha contribuito a rendere popolari.

## Biografia

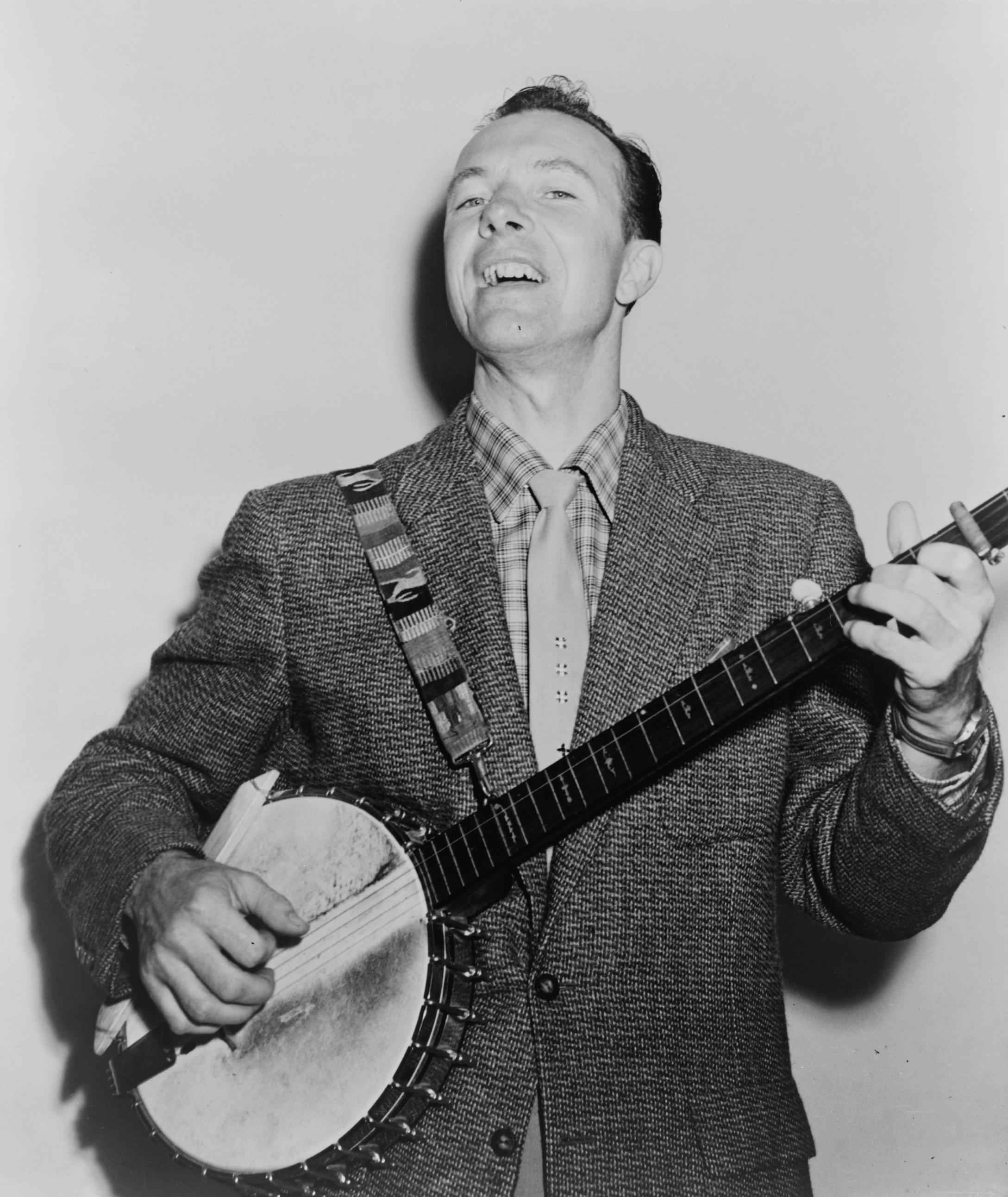
Seeger nel 1955

Suo padre, Charles Seeger, era un musicologo di fama e uno dei primi ricercatori impegnati nel campo della musica orientale; i suoi fratelli, Mike e Peggy, sono ugualmente musicisti e cantanti di fama. Era nipote del poeta Alan Seeger, fratello del padre Charles. Nel 1943 Pete sposò Toshi-Aline Ohta, «la persona a cui devo tutto nella mia vita», come amava ripetere. Il suo incontro con Woody Guthrie risale alla fine degli anni trenta, e lo segnerà definitivamente. Con lui girerà moltissime località degli Stati Uniti d'America, negli anni quaranta, alla ricerca della vera anima musicale popolare del paese. Per questo, Seeger abbandonò gli studi di sociologia che stava seguendo all'Università Harvard. Membro fondatore dei gruppi folk The Almanac Singers e The Weavers (quest'ultimo godette di un grande successo alla fine degli anni cinquanta), Pete Seeger, per le sue idee, cadde ben presto vittima del maccartismo che colpì la cultura statunitense progressista durante gli anni cinquanta.

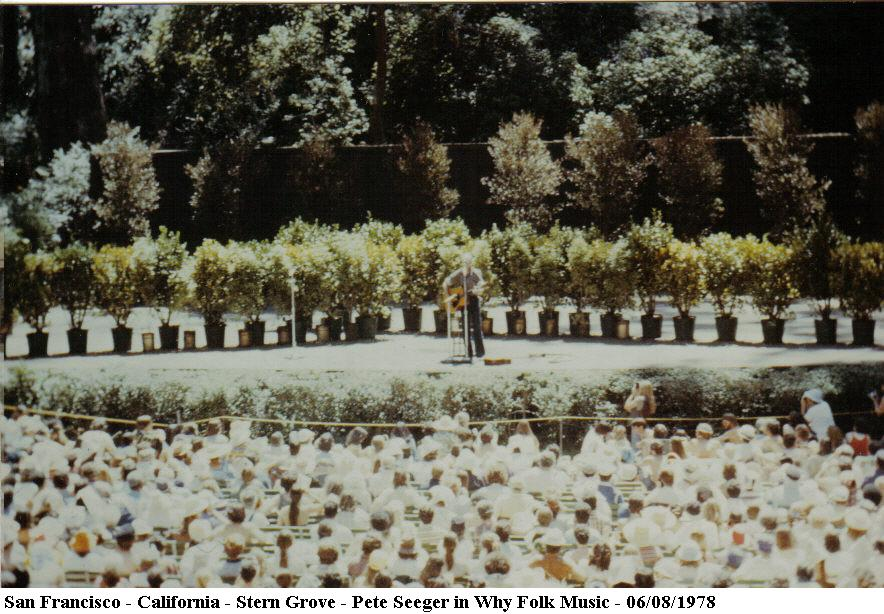
Pete Seeger concerto gratuito a Stern Grove, San Francisco, nel 1978

Pete Seeger ha iniziato la sua carriera di solista nel 1958 componendo canzoni che sono diventate ben presto dei classici della folk music; fra le altre, If I Had a Hammer (scritta assieme a Lee Hays), Turn! Turn! Turn! (con testo adattato dal libro biblico dell'Ecclesiaste e brano successivamente rielaborato in chiave folk rock dal gruppo The Byrds), The Bells of Rhymney (musicata su versi di un poema del gallese Idris Davies), We Shall Overcome (canzone basata su uno spiritual, a sua volta divenuta un cavallo di battaglia di Joan Baez e di altri interpreti impegnati nelle battaglie per i diritti civili) e in particolare Where Have All the Flowers Gone?, canzone contro la guerra, anch'essa reinterpretata da artisti come Joan Baez, Peter, Paul and Mary, The Kingston Trio, The Mamas and the Papas e dall'attrice e cantante croato-statunitense Ksenija Prohaska nel suo monodramma drammatico-musicale Marlene Dietrich, proprio perché la diva berlinese lo aveva inserito nel proprio repertorio nel 1962. Negli anni sessanta, Seeger ha scritto la prima versione di un manuale divenuto un classico, How to Play the Five-String Banjo, un'opera che ha formato intere generazioni di banjoisti.

### Ecologismo e comunismo
Pete Seeger è da sempre stato impegnato come ecologista rigoroso e combattente per la tutela dell'ambiente. Nel 1966 fu tra i soci fondatori del Clearwater Group, un'organizzazione che, da allora, lotta contro l'inquinamento delle acque del fiume Hudson e promuove la sua pulizia. Pete Seeger è noto per essere, da sempre, un comunista, il che, negli Stati Uniti d'America, era notoriamente un problema di non poco conto. Gli furono affibbiati soprannomi come Stalin's songbird (l'usignolo di Stalin), e altri appellativi del genere. Effettivamente, almeno negli anni quaranta e cinquanta, Seeger era stato uno strenuo sostenitore dell'Unione Sovietica. Dopo il XX congresso del PCUS, durante il quale Nikita Khruščёv rivelò i crimini di Stalin e dello stalinismo, Seeger lasciò il Partito Comunista degli Stati Uniti d'America (di stretta osservanza sovietica) rimanendo un comunista e un marxista.

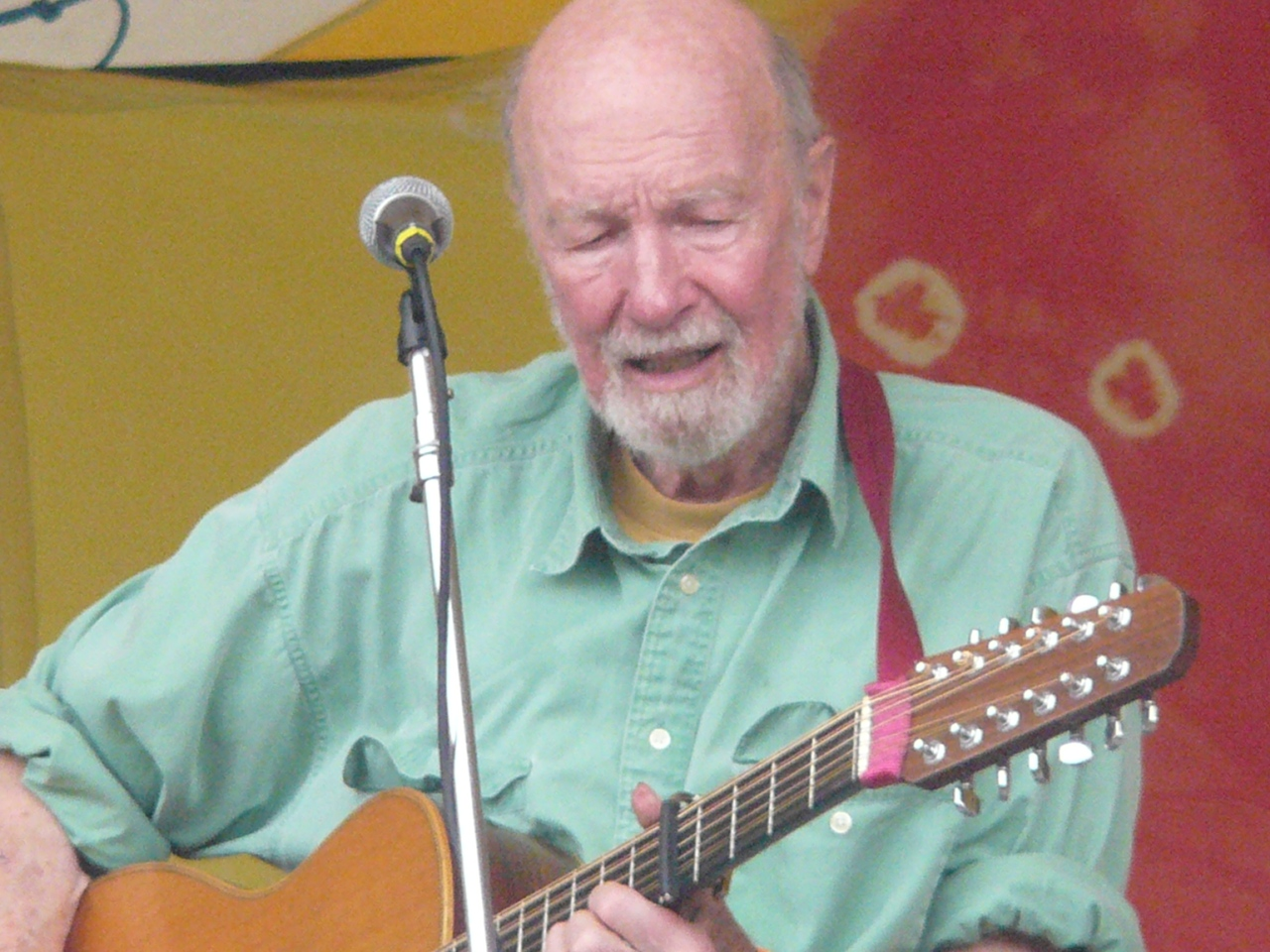
Seeger al Clearwater Festival 2008

La guerra nel Vietnam provocò in Pete Seeger un'autentica opposizione a tutto campo, che si concretizzò nel suo celebre e violento attacco televisivo alla politica di guerra del presidente Lyndon B. Johnson, avvenuto nel febbraio del 1968 durante il popolare Smothers Brothers Comedy Hour, dove Seeger cantò anche quella che è una delle prime canzoni contro la guerra vietnamita, Waist Deep in the Big Muddy ("Giù fino al collo nel grande pantano"). La canzone fu tagliata una prima volta dai censori televisivi e la trasmissione interrotta, ma Seeger comparve di nuovo la settimana dopo al programma e riuscì a cantarla per intero.
Come molti esponenti della vecchia sinistra statunitense, Pete Seeger non si trovò molto a proprio agio con il radicalismo culturale e politico degli anni sessanta, sfociato nelle rivolte studentesche che dagli Stati Uniti si diffusero in tutto il pianeta. Non gli piacevano molto le tensioni generazionali fomentate dal movimento (registrò una volta una canzone intitolata Be Kind to Parents, "Siate gentili con i genitori") e ammonì ripetutamente i giovani radicali a evitare divisioni basate sui divari tra generazioni. Con il trascorrere degli anni c'è stato da parte di Seeger un ripensamento profondo della sua attività politica; nonostante ciò, negli anni settanta e ottanta ha continuato a sostenere ogni sorta di causa progressista, pur dedicandosi prevalentemente a quelle di carattere ambientalista. È morto il 27 gennaio 2014, all'età di 94 anni.

## Discografia
| Release Date | Album Title | Record Label |
| ------------ | --- | --- |
| 1954         | The Pete Seeger Sampler | Folkways Records |
| 1954         | How to Play a 5-String Banjo (instruction) | Folkways Records |
| 1955         | Bantu Choral Folk Songs | Folkways Records |
| 1955         | The Folksinger's Guitar Guide (Instruction) | Folkways Records |
| 1955         | Birds, Beasts, Bugs and Little Fishes & Birds, Beasts, Bugs and Bigger Fishes (for Children) | Folkways Records |
| 1956         | Love Songs for Friends and Foes | Folkways Records |
| 1956         | With Voices Together We Sing | Folkways Records |
| 1957         | American Ballads | Folkways Records |
| 1958         | Gazette, Vol. 1 | Folkways Records |
| 1959         | American Play Parties | Folkways Records |
| 1960         | Champlain Valley Songs | Folkways Records |
| 1960         | At The Village Gate | Folkways Records |
| 1961         | Story Songs | Columbia Records |
| 1962         | 12-String Guitar as Played by Lead Belly | Folkways Records |
| 1963         | We Shall Overcome | Columbia Records |
| 1964         | Broadsides – Songs and Ballads | Folkways Records |
| 1964         | Songs of Struggle and Protest, 1930–50 | Folkways Records |
| 1966         | God Bless The Grass | Columbia Records |
| 1966         | Dangerous Songs!? | Columbia Records |
| 1967         | Waist Deep In The Big Muddy And Other Love Songs | Columbia Records |
| 1968         | Wimoweh and Other Songs of Freedom and Protest | Folkways Records |
| 1973         | Rainbow Race | Columbia Records |
| 1974         | Banks of Marble and Other Songs | Folkways Records |
| 1979         | Circles & Seasons | Warner Bros. Records                                                                                                 |
| 1980         | God Bless the Grass | Folkways Records |
| 1989         | Traditional Christmas Carols | Smithsonian Folkways                                                                                                 |
| 1990         | American Folk Songs for Children | Smithsonian Folkways                                                                                                 |
| 1990         | Folk Songs for Young People | Smithsonian Folkways                                                                                                 |
| 1991         | Abiyoyo and Other Story Songs for Children | Smithsonian Folkways                                                                                                 |
| 1992         | American Industrial Ballads (Reissue of 1956 album) | Smithsonian Folkways                                                                                                 |
| 1993         | Darling Corey/Goofing-Off Suite | Smithsonian Folkways                                                                                                 |
| 1996         | Pete | Living Music Records                                                                                                 |
| 1998         | Birds, Beasts, Bugs and Fishes (Little and Big) | Smithsonian Folkways                                                                                                 |
| 1998         | If I Had a Hammer: Songs of Hope and Struggle | Smithsonian Folkways                                                                                                 |
| 1998         | Headlines and Footnotes: A Collection of Topical Songs | Smithsonian Folkways                                                                                                 |
| 2000         | American Folk, Game and Activity Songs | Smithsonian Folkways                                                                                                 |
| 2002         | American Favorite Ballads, Vol. 1 | Smithsonian Folkways                                                                                                 |
| 2003         | American Favorite Ballads, Vol. 2 | Smithsonian Folkways                                                                                                 |
| 2004         | American Favorite Ballads, Vol. 3 | Smithsonian Folkways                                                                                                 |
| 2006         | American Favorite Ballads, Vol. 4 | Smithsonian Folkways                                                                                                 |
| 2007         | American Favorite Ballads, Vol. 5 | Smithsonian Folkways                                                                                                 |
| 2008         | At 89 | Appleseed Recordings                                                                                                 |
| 2009         | Pete Seeger at Bard College credited to "Ono Okoy and the Banshees", a student performance art group dedicated to "preserving the footsteps of Pete Seeger" by singing folk music and recording his footsteps. | Appleseed Recordings                                                                                                 |
| 2009         | American Favorite Ballads, The Complete Collection Vol. 1–5 | Smithsonian Folkways 2010 "Tomorrow's Children, Pete Seeger and the Rivertown Kids and Friends" Appleseed Recordings |
| 2012         | The Complete Bowdoin College Concert 1960 | Smithsonian Folkways                                                                                                 |
| 2012         | A More Perfect Union | |
| 2012         | Pete Remembers Woody | Appleseed Recordings                                                                                                 |
| 2013         | The Storm King - Stories, Narratives, Poems | Hachette Original |

## Filmografia
- Alice's Restaurant, regia di Arthur Penn (1969)

## Influenza culturale
Nel film A Complete Unknown di James Mangold, il musicista viene interpretato da Edward Norton.